# Coventrieren
Als coventrieren oder coventrisieren wurde von der deutschen Wehrmachtsleitung und in den deutschen Medien im Zweiten Weltkrieg (vor allem während der Luftschlacht um England) im Rahmen von Blitzkriegen die Zerstörung von Städten durch Luftangriffe bezeichnet, die das Ziel hatten, wichtige Einrichtungen des Gegners zu beschädigen und den Widerstand der Bevölkerung zu brechen.
Der Begriff wurde nach der Bombardierung der englischen Stadt Coventry am 14. November 1940 vermutlich von Joseph Goebbels geprägt. Ein Indiz hierfür ist die unmittelbar nach Kriegsende in der deutschsprachigen Presse aufkommende Zuschreibung. Das Wort soll erstmals im Dezember 1940 „in der offiziellen Sprache der deutschen Kriegspropaganda“ aufgetaucht sein. Die faschistische Alpenzeitung sprach am 6. Dezember 1940 von einer „Spezialbombardierung“: „Nach dem Namen der ersten Stadt, welche die erste Spezialbombardierung über sich ergehen lassen mußte, entstand in der Presse und der Bevölkerung das Zellwort ‚coventrysieren‘.“ Felix Langer glaubte sich 1946 daran zu erinnern, Goebbels habe in einer Rede gehöhnt: „Wir werden noch viele Städte coventrieren!“
„Coventrieren“ hat seinen Platz in einer Reihe von NS-Euphemismen.
Bezeichnenderweise unterstellte die NS-Propaganda den Alliierten, ihrerseits das Wort zu verwenden. So hätten die Engländer behauptet, dass „die britischen Bomber Köln ‚buchstäblich coventriert‘ hätten“, und eingeräumt, dass „die ‚Coventrierung‘ der großen Rüstungszentren einem zweiten Dünkirchen nahekomme“.
Städte, auf die dieser Begriff (zum Teil im Nachhinein) ebenfalls angewendet wurde, sind neben anderen Rotterdam, London (siehe The Blitz) und Warschau (siehe dazu Warschauer Aufstand und Aufstand im Warschauer Ghetto).